# Вильянуэва, Кристиан
Кристиан Иван Вильянуэва Лимон (исп. Christian Iván Villanueva Limón, 19 июня 1991, Гвадалахара) — мексиканский бейсболист, игрок третьей базы клуба японской лиги «Ёмиури Джайентс».

## Карьера
17 августа 2008 года Вильянуэва подписал контракт с клубом «Техас Рейнджерс» в статусе международного свободного агента. В 2009 году начал выступления в системе клуба, но из-за травмы колена пропустил большую часть сезона. В 2012 году «Рейнджерс» обменяли Кристиана и Кайла Хендрикса в «Чикаго Кабс» на Райана Демпстера. Дебютный сезон в системе «Чикаго» Вильянуэва провёл в AA-лиге, где выбил 19 хоум-ранов за сезон. В 2013 году «Кабс» выбрали на драфте под общим вторым номером Криса Брайанта, будущего Новичка года в Национальной лиге, который не позволил Кристиану пробиться в основной состав клуба. 
Во время предсезонных сборов в 2016 году Вильянуэва сломал ногу, из-за чего пропустил год полностью. В декабре «Кабс» не стали продлевать контракт с Кристианом и он покинул команду. После этого он подписал контракт младшей лиги с «Сан-Диего Падрес».
Сезон 2017 года Вильянуэва начал в AAA-лиге в составе «Эль-Пасо». 18 сентября 2017 года клуб вызвал его в основной состав и на следующий день Кристиан дебютировал в МЛБ.
3 апреля 2018 года в игре с «Колорадо Рокиз» он выбил три хоум-рана, став третьим игроком в истории Лиги, сделавшим это в первых четырнадцати матчах. Всего за месяц он выбил восемь хоум-ранов и был признан Лучшим новичком апреля в Национальной лиге.
6 ноября 2018 года Вильянуэва подписал контракт с клубом «Яквис де Обрегон», выступающим в Мексиканской Тихоокеанской лиге, сезон которой проходит с октября по декабрь. 20 ноября «Падрес» продали права на игрока японскому клубу «Ёмиури Джайентс».